# Tylococcus ambatoloanae
Tylococcus ambatoloanae är en insektsart som beskrevs av Mamet 1962. Tylococcus ambatoloanae ingår i släktet Tylococcus och familjen ullsköldlöss.
Artens utbredningsområde är Madagaskar. Inga underarter finns listade i Catalogue of Life.